# Bella Unión
Bella Unión – miasto w departamencie Artigas w Urugwaju. Leży na północnym krańcu drogi krajowej Ruta 3, na brzegu rzeki Urugwaj, w pobliżu ujścia Río Cuareim. Bella Unión prawa miejskie otrzymało 15 października 1963 roku.

## Ludność
W 2004 roku w Bella Unión mieszkało 13 510 osób.
| Rok  | Populacja |
| ---- | --------- |
| 1963 | 4 937     |
| 1975 | 7 778     |
| 1985 | 12 238    |
| 1996 | 13 537    |
| 2004 | 13 510    |

Źródło: Instituto Nacional de Estadística de Uruguay.